# Escola Superior de Tecnologia de Castelo Branco
A  Escola Superior de Tecnologia de Castelo Branco é uma instituição do ensino superior que pertence ao Instituto Politécnico de Castelo Branco. Em 1990, foi criada a Escola Superior de Tecnologia e Gestão, que após ter sido extinta em 1997, deu origem a duas novas escolas, a Escola Superior de Tecnologia, em Castelo Branco, e a Escola Superior de Gestão, em Idanha-a-Nova.

## Cursos de Licenciatura
- Engenharia Civil
- Engenharia das Energias Renováveis
- Engenharia Electrotécnica e das Telecomunicações
- Engenharia Industrial
- Engenharia Informática
- Tecnologias da Informação e Multimédia

## Departamentos
- Departamento Engenharia Civil
- Departamento Engenharia Electrotécnica
- Departamento Engenharia Industrial
- Departamento Engenharia Informática
- Departamento das Tecnologias da Informação